# Cheboksary
Cheboksary (en ruso: Чебокса́ры, en chuvasio: Шупашкар, tr.: Šupaškar) es una ciudad del centro de Rusia europea, capital de la República de Chuvasia y puerto sobre el río Volga. Con múltiples fábricas textiles y de artículos de madera y cuero. También hay una central hidroeléctrica. Fundada en el siglo XIV, Cheboksari se transformó en un importante núcleo económico, tras finalizarse el enlace ferroviario con Kanash en 1939. En esta ciudad se encuentra la Universidad Estatal Chuvashia Ulyánov (1967).

## Historia
Se menciona por primera vez en fuentes escritas en 1469, cuando los soldados rusos pasaron aquí en su camino hacia el Kanato de Kazán.[Cita requerida] Según las excavaciones arqueológicas, sin embargo, el área había sido poblada mucho antes. El sitio fue anfitrión de una ciudad búlgara de Veda Suvar, que apareció después de mongoles derrotado en las principales ciudades de la Bulgaria del Volga en el siglo XIII. Durante el período de Janato la ciudad es considerada por algunos [¿quién?], haber tenido un turco (probablemente, tártaro [cita requerida]) de nombre Çabaqsar y que, los nombres rusos e ingleses actuales se originan a partir de ella. Sin embargo, en los mapas de los viajeros europeos que se ha marcado como Cibocar (Pizzigano, 1367), Veda-Suar (Fra Mauro, 1459). Shupashcar; el nombre de Chuvashia significa literalmente la "fortaleza" de la Chuvashia.
En 1555, los rusos construyeron una fortaleza y establecieron un asentamiento aquí. En 1625, había 458 soldados acuartelados en Cheboksari, y en 1646 había 661 hombres que viven en el asentamiento. A finales del siglo XVII, Cheboksari fue considerada como una ciudad comercial importante de la región del Volga, y en 1781 se le otorgó la categoría de ciudad[12] dentro de la Gobernación de Kazán. En el comienzo del siglo XIX la población era cerca de 5500, la ciudad tenía un aserradero y varias pequeñas fábricas.
Cheboksary también se destacó por sus veinticinco iglesias y cuatro monasterios, y las campanas de Cheboksari eran conocidos en Londres y París[cita requerida].
En el siglo XVI y la primera mitad del siglo XVII la catedral Vedenski, cuatro monasterios y ocho iglesias habían sido construidas, en el siglo XVIII los edificios de piedra del Tesoro y de archivo, magistratura, corte y diez iglesias. En 1880, aquí se contaron 783 casas (33 de ellos de la piedra), 91 tiendas, 3 escuelas, 2 hospitales y un banco.
En el comienzo del siglo XX, 5100 personas vivían en Cheboksary.

## Geografía
La ciudad se encuentra en la Meseta del Volga y se encuentra en la orilla del Embalse de Cheboksari. Su área es 250.9 km² (96.9 millas cuadradas).[7] La Ciudad satélite de Novocheboksarsk se encuentra a unos 6 kilómetros al este de Cheboksary.

## Clima
Tiene un clima continental húmedo (según la clasificación climática de Köppen Dfb) y es similar al clima en Moscú, aunque más frío en invierno, que dura desde finales de noviembre hasta finales de marzo con una cubierta de nieve permanente.
| Parámetros climáticos promedio de Cheboksary (normales 1991–2020, extremos 1929–presente) | Parámetros climáticos promedio de Cheboksary (normales 1991–2020, extremos 1929–presente) | Parámetros climáticos promedio de Cheboksary (normales 1991–2020, extremos 1929–presente) | Parámetros climáticos promedio de Cheboksary (normales 1991–2020, extremos 1929–presente) | Parámetros climáticos promedio de Cheboksary (normales 1991–2020, extremos 1929–presente) | Parámetros climáticos promedio de Cheboksary (normales 1991–2020, extremos 1929–presente) | Parámetros climáticos promedio de Cheboksary (normales 1991–2020, extremos 1929–presente) | Parámetros climáticos promedio de Cheboksary (normales 1991–2020, extremos 1929–presente) | Parámetros climáticos promedio de Cheboksary (normales 1991–2020, extremos 1929–presente) | Parámetros climáticos promedio de Cheboksary (normales 1991–2020, extremos 1929–presente) | Parámetros climáticos promedio de Cheboksary (normales 1991–2020, extremos 1929–presente) | Parámetros climáticos promedio de Cheboksary (normales 1991–2020, extremos 1929–presente) | Parámetros climáticos promedio de Cheboksary (normales 1991–2020, extremos 1929–presente) | Parámetros climáticos promedio de Cheboksary (normales 1991–2020, extremos 1929–presente) |
| Mes                                                                                       | Ene.                                                                                      | Feb.                                                                                      | Mar.                                                                                      | Abr.                                                                                      | May.                                                                                      | Jun.                                                                                      | Jul.                                                                                      | Ago.                                                                                      | Sep.                                                                                      | Oct.                                                                                      | Nov.                                                                                      | Dic.                                                                                      | Anual                                                                                     |
| ----------------------------------------------------------------------------------------- | ----------------------------------------------------------------------------------------- | ----------------------------------------------------------------------------------------- | ----------------------------------------------------------------------------------------- | ----------------------------------------------------------------------------------------- | ----------------------------------------------------------------------------------------- | ----------------------------------------------------------------------------------------- | ----------------------------------------------------------------------------------------- | ----------------------------------------------------------------------------------------- | ----------------------------------------------------------------------------------------- | ----------------------------------------------------------------------------------------- | ----------------------------------------------------------------------------------------- | ----------------------------------------------------------------------------------------- | ----------------------------------------------------------------------------------------- |
| Temp. máx. abs. (°C)                                                                      | 4.7                                                                                       | 5.0                                                                                       | 13.5                                                                                      | 28.6                                                                                      | 32.6                                                                                      | 36.4                                                                                      | 38.6                                                                                      | 39.9                                                                                      | 29.7                                                                                      | 25.0                                                                                      | 13.4                                                                                      | 7.0                                                                                       | 39.9                                                                                      |
| Temp. máx. media (°C)                                                                     | -7.3                                                                                      | -6.6                                                                                      | -0.3                                                                                      | 9.9                                                                                       | 18.9                                                                                      | 22.5                                                                                      | 24.9                                                                                      | 22.5                                                                                      | 16.2                                                                                      | 7.9                                                                                       | -0.6                                                                                      | -5.6                                                                                      | 8.5                                                                                       |
| Temp. media (°C)                                                                          | -10.0                                                                                     | -9.6                                                                                      | -3.6                                                                                      | 5.3                                                                                       | 13.4                                                                                      | 17.5                                                                                      | 19.7                                                                                      | 17.4                                                                                      | 11.7                                                                                      | 4.7                                                                                       | -2.8                                                                                      | -8.0                                                                                      | 4.6                                                                                       |
| Temp. mín. media (°C)                                                                     | -12.7                                                                                     | -12.4                                                                                     | -6.6                                                                                      | 1.3                                                                                       | 8.3                                                                                       | 12.7                                                                                      | 14.9                                                                                      | 13.0                                                                                      | 8.0                                                                                       | 2.1                                                                                       | -4.8                                                                                      | -10.4                                                                                     | 1.1                                                                                       |
| Temp. mín. abs. (°C)                                                                      | -42.3                                                                                     | -42.2                                                                                     | -32.5                                                                                     | -21.4                                                                                     | -5.1                                                                                      | -4.8                                                                                      | 1.7                                                                                       | -1.5                                                                                      | -7.5                                                                                      | -15.3                                                                                     | -29.9                                                                                     | -44.3                                                                                     | -44.3                                                                                     |
| Precipitación total (mm)                                                                  | 32                                                                                        | 24                                                                                        | 29                                                                                        | 33                                                                                        | 41                                                                                        | 64                                                                                        | 70                                                                                        | 59                                                                                        | 51                                                                                        | 58                                                                                        | 43                                                                                        | 36                                                                                        | 540                                                                                       |
| Días de lluvias (≥ 1 mm)                                                                  | 2                                                                                         | 0                                                                                         | 3                                                                                         | 10                                                                                        | 16                                                                                        | 15                                                                                        | 13                                                                                        | 12                                                                                        | 20                                                                                        | 15                                                                                        | 11                                                                                        | 10                                                                                        | 127                                                                                       |
| Días de nevadas (≥ 1 mm)                                                                  | 25                                                                                        | 16                                                                                        | 16                                                                                        | 4                                                                                         | 0                                                                                         | 0                                                                                         | 0                                                                                         | 0                                                                                         | 0                                                                                         | 7                                                                                         | 14                                                                                        | 23                                                                                        | 105                                                                                       |
| Humedad relativa (%)                                                                      | 85                                                                                        | 80                                                                                        | 79                                                                                        | 58                                                                                        | 56                                                                                        | 59                                                                                        | 52                                                                                        | 62                                                                                        | 74                                                                                        | 79                                                                                        | 87                                                                                        | 86                                                                                        | 71                                                                                        |
| Fuente: Pogoda.ru.net                                                                     |                                                                                           |                                                                                           |                                                                                           |                                                                                           |                                                                                           |                                                                                           |                                                                                           |                                                                                           |                                                                                           |                                                                                           |                                                                                           |                                                                                           |                                                                                           |

## Transporte
El Aeropuerto de Cheboksari (IATA: CSY, ICAO: UWKS, aeropuerto internacional desde 1995) recibe aviones tanto de carga como civil de prácticamente todos los tipos y tamaños. Hay vuelos regulares a Moscú y otros destinos. Chuvashia Airlines tenía su base en este aeropuerto. Cheboksary se encuentra a unas cuatro horas en coche de Nizhni Nóvgorod, una ciudad con conexiones aéreas internacionales a través de Lufthansa.
Debido a que el río Volga corre a través de Chuvashia, Cheboksary es una parada frecuente en las muchas excursiones en barco que viajan a lo largo de las principales ciudades de arriba y abajo del Volga. Al sur, Volgogrado, Rostov-on-Don, Astracán, el Mar Caspio y el Mar Negro son directamente accesibles. Al oeste, el río Volga conecta Cheboksary con Nizhni Nóvgorod, Yaroslavl, Moscú, y las regiones del norte de Rusia. Mediante el uso de buques fluviales, es posible llevar la carga desde los puertos de Chuvash hasta San Petersburgo, Novorosíisk (en el Mar Negro), Astracán, y los puertos situados en el río Danubio. Sin embargo, el río se congela de diciembre a abril.
El transporte público dentro de Cheboksary está entre los mejores en Rusia. Un extenso sistema de trolebúses, autobuses y minibuses que cubren por la ciudad, proporcionando acceso rápido y cómodo a todas las partes de la ciudad. Para aquellos que prefieren los taxis, hay varias agencias de taxi disponibles, pero el medio de transporte favorito entre los lugareños son los llamados "gitanos" taxis. En Rusia, cualquier persona que posee un coche es potencialmente un taxi. Esto puede ser una manera conveniente de moverse, pero también es potencialmente peligroso. Los taxis oficiales cuestan menos de 6 dólares para los viajes entre la mayoría de los puntos dentro de la ciudad.

## Ciudades hermanadas
Cheboksary mantiene un hermanamiento de ciudades con:
- Eger, Hungría Septentrional, Hungría.
- Santa Clara, Villa Clara, Cuba.

También comparte una ciudad amiga con la ciudad de Rundu, Kavango del Este en el Namibia.